# Pleurolabus damarensis
Pleurolabus damarensis is een keversoort uit de familie bladrolkevers (Attelabidae). De wetenschappelijke naam van de soort werd in 1929 gepubliceerd door Hesse.